# Schnaittenbach
Schnaittenbach – miasto w Niemczech, w kraju związkowym Bawaria, w rejencji Górny Palatynat, w regionie Oberpfalz-Nord, w powiecie Amberg-Sulzbach. Leży około 17 km na północny wschód od Amberga, przy drodze B14 i linii kolejowej Amberg – Schnaittenbach.

## Dzielnice
W skład miasta wchodzą następujące dzielnice: 
- Schnaittenbach
- Holzhammer
- Neuersdorf
- Demenricht
- Sitzambuch
- Kemnath am Buchberg
- Mertenberg
- Döswitz
- Trichenricht
- Götzendorf

## Współpraca
Miejscowości partnerskie:
- Amberg, Bawaria
- Buchberg, Szwajcaria (kontakty utrzymuje dzielnica Kemnath am Buchberg)